# Arnold Rothstein
Arnold Rothstein (Manhattan, 1882. január 17. – Manhattan, 1928. november 6.)  becenevén "the Brain" („az Agy”) vagy AR, amerikai gengszter, üzletember és szerencsejátékos, aki később egy zsidó bűnbanda vezére New York Cityben. Rothsteinről széles körben ismert volt, hogy korrupciót szervezett a professzionális atlétikában, beleértve az 1919-es World Seriest (baseballbajnokság). Lucky Luciano jövőbeni maffiafőnök mentora volt.
Leo Katcher bűnügyi író szerint Rothstein „átalakította a szervezett bűnözést a gengszterek alantas tevékenységéből, amit nagyvállalatként működtetett, önmagával a csúcson.” Rich Cohen szerint Rothstein volt az a személy, aki először rájött, hogy a szesztilalom  üzleti lehetőség, mely hatalmas vagyonhoz vezethet; aki  „megértette a korai század kapitalizmusának igazságait (add meg az embereknek azt, amit akarnak), és uralkodj felettük”. Közismertsége, életére alapozva, több fiktív karaktert inspirált, amelyeket kortárs és későbbi novellákban, regényekben, musicalekben és filmekben lelhetünk fel.
Rothstein nem volt hajlandó kifizetni egy nagy adósságot, amelyet egy megcinkelt pókerjáték eredményezett, amiért 1928-ban meggyilkolták. Illegális birodalmát részekre törték, és felosztották számos más alvilági szervezet között, ami részben a Tammany Hall bukásához és a Fiorello La Guardia reformer felemelkedéséhez vezetett. Halála után tíz évvel a bátyja kijelentette, hogy Rothstein vállalkozásai csődbe mentek.

## A kezdetek, tanulmányai
Arnold Rothstein kényelmes életbe született Manhattanben, egy gazdag zsidó üzletember, Ábrahám Rothstein és felesége, Esther fiaként. Apja becsületes ember volt, aki az "Abe the Just" becenevet szerezte. Arnold kiváló képességekkel rendelkezett a matematikában, de egyébként nem érdekelte az iskola. Bátyja viszont azért tanult, hogy rabbi lehessen.
Rothstein közismerten nehéz gyerek, és mélyen féltékeny volt öccsére, Harryre. Rothstein apja úgy hitte, hogy fia mindig arra sóvárgott, hogy a figyelem középpontjába legyen, s könnyen feszültté vált, ha ez nem sikerült.
Rothstein még gyermekként kezdte a szerencsejátékot, és annak ellenére, hogy apja számtalanszor leszidta ezért, Rothstein nem állt meg. Mikor 1921-ben Rothsteint megkérdezték, hogyan vált szerencsejátékossá, azt válaszolta: „Mindig játszottam. Nem tudom felidézni, mikor nem. Talán csak azért játszottam, hogy megmutassam apámnak: nem mondhatja meg, mit tegyek, de nem hiszem. Úgy gondolom, azért játszottam, mert imádom az izgalmat. Amikor játszottam, nem számított semmi más.”

## Törvénytelen karrier
1910-ben, 28 éves korában Rothstein Manhattan Tenderloin részébe költözött, ahol fontos kaszinót hozott létre. Befektetett továbbá egy lóversenypályára, Havre de Grace-ban, Marylandben, ahol közismerten sok, általa megnyert versenyt bundázott meg. Rothstein széles informátori hálózattal rendelkezett; komoly anyagi forrásokkal bírt apja bankközösségének tagjai révén, társai közül; és ismerték a jó információért járó prémium fizetési hajlandóságát, függetlenül a forrástól. Sikerei 30 éves korára dollármilliomossá tették.

## 1919 World Series
(A World Series Észak-Amerikában a Major League Baseball (MLB) éves bajnokságsorozata, amelyet 1903 óta az Amerikai Liga bajnoka és a Nemzeti Liga  bajnoka csapata vív meg.)
Sok bizonyíték van amellett, mind az ellen, hogy Rothstein részt vett az 1919-es World Series megbundázásban. 1919-ben Rothstein ügynökei állítólag fizettek a Chicago White Sox egyes tagjainak, hogy szándékosan veszítsék el a World Seriest a Cincinnati Reds javára. Rothstein ellenük fogadott, és így jelentős nyereséget ért el ("Black Sox Scandal").
Rothsteint Chicagóba idézték, hogy a vádesküdtszéki nyomozás során vallomást tegyen, ahol Rothstein azt mondta, hogy ártatlan üzletember, és szándékában áll a nevének és hírnevének tisztázása. Az ügyészek nem találtak olyan bizonyítékot, amely Rothsteinet az ügyhöz köti, és soha nem helyezték vád alá.

Rothstein vallomásából: 
|  | „The whole thing started when [Abe] Attell and some other cheap gamblers decided to frame the Series and make a killing. The world knows I was asked in on the deal and my friends know how I turned it down flat. I don't doubt that Attell used my name to put it over. That's been done by smarter men than Abe. But I was not in on it, would not have gone into it under any circumstances and did not bet a cent on the Series after I found out what was under way.” |
|  | |

 A történet egy másik változatában Rothsteint először  egy szerencsejátékos, Joseph "Sport" Sullivan kereste meg, és ő javasolta Rothsteinnek a World Series megbundázását. Rothstein állítólag visszautasította Sullivan javaslatát, de amikor Attell ajánlatát is megkapta, újra átgondolta Sullivan első ajánlatát. Rájött, hogy a játék megbundázásban való verseny miatt az vélhetően megéri a kockázatot, hogy részt vegyen benne, és továbbra is képes legyen fedezni a részvételét. David Pietrusza Rothstein-életrajza azt sugallta, hogy a gengszter Sullivannal és Attellel egyszerre dolgozott a bunda-ügyben. Michael Alexander arra a következtetésre jutott, hogy Attell „valószínűleg Arnold Rothstein jóváhagyása nélkül” bundázta meg a Seriest, amely „nem akadályozta meg a Rothsteint abban, hogy belsős tudás birtokában fogadjon a Seriesen.”.
Leo Katcher elmondta, hogy a „vádesküdtszék összes feljegyzése és jegyzőkönyve eltűnt. Cicotte, Williams és Jackson [White Sox]-játékosok] aláírt vallomásai szintén.... Az állam, miután gyakorlatilag minden bizonyíték eltűnt, arra próbálta rávenni a játékosokat, hogy nyilvánosan megismételjék vallomásaikat. Ők ezt megtagadták az [Alkotmány] ötödik módosításra hivatkozva.” Végül a bírónak nem maradt más választása, mint az ügy elutasítása. Katcher folytatta: „Így, a hivatalos nyilvántartások szerint és [Maclay] Hoyne [államügyész] nyilatkozata alapján Rothstein soha nem vett részt a Series megbundázásában. Ugyanígy, a hivatalos nyilvántartás szerint sosem került bizonyításra, hogy a Seriest megbundázták.” Mind a nyolc White Sox-játékost örökre eltiltották a baseballtól. Katcher megjegyezte, hogy „bár Rothstein megnyerte a Seriest, kis összeget nyert. Mindig fenntartotta, hogy kevesebb mint 100 000 dollár volt. Valójában körülbelül 350 000 dollár volt. Sokkal több is lehetett volna – sokkal-sokkal több. Nem azért, mert Rothstein csalt . A World Series megbundázása túl jó volt ahhoz, hogy igaz legyen – még akkor is, ha igaz."

## 1921 Travers Stakes
[Travers Stakes: egy amerikai I. osztályú lovas verseny, amelyet a New York állambeli Saratoga Springs-i versenypályán tartanak.]
A "Redstone Stable" álnév alatt Rothstein a Sporting Blood nevű versenylovat birtokolta, amely gyanús körülmények között nyerte el az 1921-es Travers Stakeset. Rothstein állítólag összeesküdött egy vezető edzővel, Sam Hildrethszel, hogy növelje a Sporting Blood szorzóit. Hildreth egy kiemelkedő hároméves lovat, Grey Laget jelentett be indulóként a verseny reggelén, ami a Sporting Blood szorzóját 3–1-re emelte. Rothstein 150 000 dollárt tett meg a bukmékereken keresztül, állítólag tudva arról, hogy a második favorit, Prudery nem eszik. Hildreth pontosan az indulók kihirdetése előtt magyarázat nélkül törölte Grey Lagot az indulók közül. Rothstein több mint 500 000 dolláros tétet és a kasszát vitte, azonban az összejátszást sosem bizonyították.

## A szesztilalom és a szervezett bűnözés
A szesztilalom elrendelésében Rothstein meglátta az üzleti lehetőségeket; tevékenységét diverzifikálta a szeszcsempészet és a kábítószerek kereskedelme között. A szesz a Hudson-folyón és Kanadából a Nagy Tavakon át érkezett New York államba. Rothstein számos tiltott italmérésben is részesedéssel rendelkezett.
Rothstein banki támogatásával és magas szintű politikai kapcsolataival hamarosan sikerült az alvilág és a Tammany Hall közötti közvetítővé válnia. Bűnszervezete tagjai közé tartoztak olyan alvilági hírességek, mint Meyer Lansky, Jack "Legs" Diamond, Charles "Lucky" Luciano és Dutch Schultz, akinek kombinált bandái és a saját főnökeikkel szembeni kettős játékaik alapjaiban forgatták fel a 19. század végi politikai gengszterizmust.
Rothstein különböző becenevei: Mr. Big, The Fixer, The Man Uptown, The Big Bankroll és The Brain voltak.
Rothstein gyakran közvetített a New York-i bandák között, és állítólag komoly díjat számolt fel a szolgáltatásaiért. Kedvenc „irodája” a Lindy's étkezde volt, amely a Broadway és a 49th Street sarkán, Manhattanben volt. Gyakran állt a sarkon testőreivel körülvéve és az utcán bonyolította ügyleteit. Rothstein fogadásokat kötött és adósságokat gyűjtött be azoktól, akik veszítettek az előző napon. Közben kihasználta a szerepet, mint közvetítő az alvilág és a város törvényes üzleti világa között,  és hamarosan a Tamnay Hall is kénytelen volt elismeri őt, mint a város működtetéséhez szükséges szövetségest. Számos történész szerint ő volt az első sikeres, modern drogkereskedő.
1925-re Rothstein az egyik legnagyobb hatalommal rendelkező bűnöző volt az országban, aki nagy bűnügyi birodalmat hozott létre. Egy ideig – George Remus felemelkedéséig – övé volt a legnagyobb szeszcsempész-hálózat az Egyesült Államokban. Vagyona több mint 10 millió $ (2016-os egyenértéken 125 millió $ ) amivel Rothstein volt az egyik leggazdagabb gengszter az amerikai történelemben, és széles körben tekintik a szervezett bűnözés egyik alapító atyjának  az Egyesült Államokban.

## Orgyilkosság
1928. november 4-én, Arnold Rothsteint meglőtték és halálosan megsebesítették a Manhattan-i Park Central Hotelben zajló üzleti megbeszélésen, a Hetedik sugárúton, az 55. utca közelében. Két nappal később halt meg Manhattanben, a Stuyvesant Polyclinic Hospitalban.  A merénylet állítólag egy októberi, háromnapos, magas tétű pókerjátékból származó tartozásokhoz kötődött. Rothstein bukó szériába kerülve 320 000 dollár tartozást halmozott fel (2018-as egyenértéken 4,7 millió dollár). Azt állította, hogy a játékot megbundázták, és nem volt hajlandó megegyezni. A merényletet arra szánták, hogy megbüntessék Rothsteint, hogy nem fizette meg az adósságát. George "Hump" McManus játékost letartóztatták a gyilkosság miatt, de később bizonyíték hiánya miatt felmentették.
Kevin Cook Titanic Thompson (2011) című könyve szerint a pókerjátékot Titanic Thompson nevű játékos (valódi neve Alvin Clarence Thomas) és társa, Nate Raymond bundázta meg. Néhány bonyolult mellékfogadás miatt Rothstein 319 ezer dollárral tartozott Raymondnak (melynek nagy részét Raymondnak titkos megállapodás alapján Thompsonnak kellett továbbítania); 30 000 dollárral Thompsonnak és mintegy 200 000 dollárral a többi jelenlévő játékosnak. McManus Rothsteinnek 51 000 dollárral tartozott. Rothstein időt kért, mondván, hogy 1928 novemberi választások után tud majd fizetni, amikor 550 000 dollárhoz jut majd Herbert Hoover elnökké és Franklin D. Roosevelt kormányzóvá választása révén. Thompson McManus perében úgy tanúskodott, McManus „duzzogó vesztes” volt, aki soha nem lőtt volna Rothsteinre. Cook szerint Thompson később elmondta néhány ismerősének, hogy a gyilkos nem McManus volt, hanem a „táskahordója”, Hyman Biller, aki hamarosan Kubába menekült.
AzÖld meg a hollandot! (1971) című könyvben (Dutch Schultz életrajza), Paul Sann bűnügyi riporter azt sugallja, hogy Schultz gyilkolta meg Rothsteint. Állítása szerint ez megtorlás volt Schultz barátjának és társának, Joey Noe meggyilkolása miatt, amit Rothstein védence, Jack "Legs" Diamond követett el.
Halálos ágyán Rothstein nem volt hajlandó azonosítani a gyilkosát, a rendőrségi vizsgálatokra válaszolva: „"You stick to your trade. I'll stick to mine", és" Me mudder (anyám) csinálta. " Rothsteinet a Ridgewood Union Field Cemeteryben temették el.

### A birodalom felbomlása
Halálakor a szesztilalom teljes lendületben volt, különböző utcai bandák küzdöttek a szeszelosztás ellenőrzéséért, és a 19. század végi, gondosan megépített politikai főnökstruktúra teljesen összeomlott. Frank Erickson, Meyer Lansky, Bugsy Siegel és más korábbi bűntársak Rothstein halála után felosztották különböző vállalkozásait. Rothstein halálával a korrupt és már meggyengült Tammany-hall kritikusan megsebesült, mert Rothsteinre támaszkodott az utcai bandák irányításában. A Tammany Hall bukásával Fiorello La Guardia emelkedett fel, őt 1933-ban New York City polgármesternek választották.
Halála után tíz évvel Harry Rothstein, Arnold testvére, kijelentette, hogy Rothstein vagyona eltűnt.

## A populáris kultúrában

### Film és televízió
- Robert Lowery színész személyesítette meg az 1960-as „ The Rise and Fall of Legs Diamond” című filmben.
- 1961: David Janssen "The Big Bankroll" című filmje.
- 1981: a Gangster Wars című filmben és a The Gangster Chronicles című sorozatban George DiCenzo alakította
- 1988: "Eight Men Out" című sportdráma, alakította  Michael Lerner.
- 1991: F. Murray Abraham Mobsters című filmje.
- 1999:Lansky ,Stanley DeSantis alakította.
- Az HBO Gengszterkorzó című sorozatában Michael Stuhlbarg alakította.

## Associates
- Waxey Gordon – Rothstein rumcsempészeként dolgozott a Szesztilalom első éveiben.
- Harry "Nig" Rosen – az 1920-as évek közepén részt vett Rothstein kábítószerüzleteiben.
- Charles "Lucky" Luciano – úgy tekintették, hogy Lucianot Rothstein mentorálta, korai pályafutásában támogatta őt, és megtanította neki, hogy váljon igazi nagyágyúvá. Mindketten New York leghírhedtebb bandavezérei közé tartoztak, és mindkettő közvetlenül felelős az amerikai szervezett bűnözés modernizációjáért és az azzal kapcsolatos folyamatos érdeklődésért, megszállottságért.
- Meyer Lansky – partnerével, Lucianoval együtt mentorálta a Szesztilalom alatt Rothstein. Mint a zsidó maffia tagjai, mind Rothstein, mind Lansky komoly szerepet játszott a modern amerikai szervezett bűnözés felemelkedésében és glorifikációjában.
- Alfred Lowenstein, belga pénzember, akivel Rothstein állítólag megegyezett arról, hogy ellátja Amerikát európai gyártású heroinnal.[28]
- Enoch "Nucky" Johnson – üzleti partnerek voltak a "Roaring Twenties" során.

## További irodalom
- Alexander, Michael (2003). Jazz Age zsidók, Princeton University Press, ISBN 0-691-11653-9
- Cohen, Rich (1999). Kemény zsidók: apák, fiai és gengszter álmok, London: Vintage ISBN 0-09-975791-5, magyarul: Ulpius-ház, Budapest, 2003 312 oldal · ISBN: 9639475513 · Fordította: Gálvölgyi Judit
- Henderson Clarke, Donald (1929). Rothstein uralkodása, New York: A Vanguard Press. ISBN 978-1425532857 ISBN   978-1425532857
- Katcher, Leo (1959/1994). A nagy bankroll. Arnold Rothstein élete és ideje , New York: Da Capo Press ISBN 0-306-80565-0
- Pietrusza, David (2003). Rothstein: A bűncselekmény életének, idejének és gyilkosságának, aki rögzítette az 1919-es világsorozatot, New York: Carroll & Graf. ISBN 0-7867-1250-3 ISBN   0-7867-1250-3
- Rothstein, Carolyn (Donald Henderson Clarke-val) (1934), most elmondom, New York: Vantage Press.
- Tosches, Nick (2005). A zsidók királya. Az Arnold Rothstein története , London: Hamish Hamilton ISBN 0-241-14144-3